# Fransche ratten

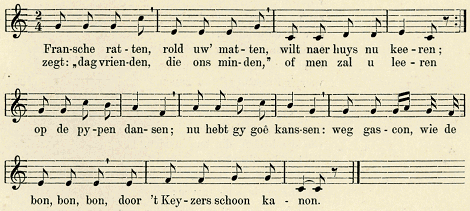

Fransche ratten is een Nederlands volksliedje daterende uit vlak voor het einde van de Napoleontische tijd (circa 1814).
Het lied omschrijft de nederlaag en ondergang van Napoleontisch Frankrijk aan de mogendheden der Zesde Coalitie. 
De melodie van de eerste regels van het liedje zijn identiek aan het thans bekende kinderliedje Ik zag twee beren. De auteur van de tekst is niet bekend.

## Liedtekst
1.
Fransche ratten, rold uw' matten,
wilt naer huys nu keeren;
zegt: ‘dag vrienden, die ons minden,’
of men zal u leeren
op de pypen dansen;
nu hebt gy goê kanssen:
weg gascon, wie de bon, bon, bon,
door 't Keyzers schoon kanon.
2.
Wilt nu loopen met g'heel hoopen,
zegt: adieu schoon landen;
pruyssen Koning, g'hebt u looning,
franschen vlugt met schande
van d'Hollandsche paelen;
't land zal u betaelen
met de zon, wie de bon, bon, bon,
door 't pruyssen schoon kanon.
3.
Alexander wilt geen ander
als de Potentaten;
roomsche Keyzer, gy zyt wyzer
als ons te verlaeten;
gy zyt onzen Vader;
wy roepen te gaeder:
magtig tron, wie de bon, bon, bon,
jaegt-ze weg door uw schoon kanon.
4.
'T is victorie ende glorie
voor de jonge lieden;
requisitie, contributie
zal niet meer geschieden
hier in deze landen;
franschman, vlugt met schande;
vlugt nation, wie de bon, bon, bon.
voor 't Russens schoon kanon.
5.
Laet ons zingen, laet ons klingen
vreugde en victorie,
van die helden, die hun stelden,
die haelden de glorie;
dat hy lang mag leven,
die ons vrede komt geven;
zingt vrydom, wie de bon, bon, bon,
door alle 't schoon kanon.